# Juha Aarnio
Juha Aarnio (ur. 19 kwietnia 1978 w Raisio) – fiński oszczepnik.
26 lipca 1997 na lekkoatletycznych mistrzostwach Europy juniorów ustanowił rekord życiowy, 77,60 metrów, i uzyskał tytuł wicemistrza zawodów.

## Osiągnięcia
| Rok  | Zawody                                      | Miejsce | Lokata     | Wynik |
| ---- | ------------------------------------------- | ------- | ---------- | ----- |
| 1996 | Mistrzostwa świata juniorów w lekkoatletyce | Sydney  | 4. miejsce | 73,10 |
| 1997 | Mistrzostwa Europy juniorów w lekkoatletyce | Lublana | 2. miejsce | 77,60 |